# ニットーモール
NITTOH MALL（ニットーモール）は、埼玉県熊谷市にある、双日商業開発株式会社が管理、運営する都心型ショッピングセンター。

## 概要

### 日東製粉熊谷工場閉鎖からショッピングセンターの開設へ
熊谷市が新幹線駅舎新設や貨物駅の集約化と関連して策定した「熊谷駅東部地区再開発計画」に基づいて、熊谷駅に隣接していた日東製粉（現日東富士製粉）熊谷工場跡地約4,500坪のうち約2,600坪に、ショッピングセンターを建設することになったのが始まりである。
開発計画の検討を始めたのち、日東製粉（現日東富士製粉）に加えて三菱商事と三菱銀行が共同出資して、1973年（昭和48年）9月21日に資本金1億円で「日東都市開発株式会社」を設立し、日東製粉社長の瀧正明が同社の社長を兼務した。
そして、同月には日東製粉（現日東富士製粉）熊谷工場を閉鎖した。
1976年（昭和51年）5月10日に大規模小売店舗法第3条の届け出を行い、熊谷市での同法適用の第1号となった。
なお、この出店手続きに伴う地元対策は三菱商事は表に出るのではなく、日東製粉が主導する形で進められた。
届出を行った時点では、地下1階・地上6階建て、延べ床面積約60,000m2の建物を建設し、店舗面積約33,000m2に約300台の駐車場を併設するショッピングセンターを建設する計画を立てていた。
しかし、1977年（昭和52年）11月に通商産業省の勧告で核店舗の店舗面積約13,000m2と専門店街が店舗面積約4,000m2とされた。
熊谷市が、敷地提供による前面道路の幅員の8mへの拡幅や駐車台数・駐輪台数の増加などを条件として開発を許可。
これを受けて、1978年（昭和53年）9月18日に着工した。

### 開業から最盛期
1979年（昭和54年）10月4日に開業した。
建物は、屋上駐車場を持つ鉄筋コンクリート造り4階建てで、専門店街の1階から2階までは中央部にセントラルコートという吹き抜け広場があり、専門店街の4階には多目的ホールも開設された。
開業時点では、核店舗としてダイエー熊谷店が店舗面積22,190m2のうち16,800m2を占め、専門店街は店舗面積5,390m2に72店舗が出店していた。
専門店街の構成は、埼玉県内の地元商業者34店舗（うち熊谷市内23店舗）で、専門店街の店舗面積の約4割に当たる2,170m2となっていた。
当店は、開業時から収容台数900台の駐車場を併設しており、駅前立地ながら自動車での来店客が約60％で半径約20㎞という広域商圏型で週末主体の集客となった。
開業前のターゲット層は30代から40代のニューファミリーを見込んでいたが、若年化が顕著となり、1980年代半ばには20代まで約70％を占めるようになっていた。
この1980年代半ばまで売上は順調に増加していたものの、地元熊谷市の人口があまり増加していないことから、客層の幅を広げることで更なる売上拡大を目指し、既存テナントの異動や新店舗導入を含む専門店街の全面改装を1986年（昭和61年）11月に実施した。
また、核店舗のダイエーも1987年（昭和62年）9月に全面改装して新装開店し、その際に営業時間を30分延長して、専門店街と同一とした。
こうした積極的な改装なども功を奏し、開業8年目には初年度の149.5％まで売上が増加。
1980年代末には専門店街は大都市都心部のファッションビル匹敵する売り場効率（坪当たり年間売上500万円）を誇るまでになった。
その後も専門店街全体の売上は増加し、1990年代初頭には開業初年度の約180％まで拡大した。
しかし、専門店街の4階の大半を占める飲食店は、和・洋・中の専門店を標榜していても実際には十分に専門特化していないことから、モール内でのメニューの競合が生じるなどの問題が生じていた。
その為、飲食店の売上は、初年度以降減少か横ばいが続いて、1990年代初頭には初年度の約70％まで落ち込んだ。
当SCの商圏内にある飲食店を調査したところ、方向性が明確な店舗の売上が好調であった。
そこで、洋食と和食、パスタやうどん、トンカツなどの専門店という入居店舗間の差別化を明確にした店舗構成へ変更。
また、サービス系の店舗の面積を増やして飲食店街を308坪・567席から141坪・291席へ縮小し、1990年（平成2年）10月24日に飲食店街を新装開店した。
この改装の結果、飲食店街の店舗面積を改装前の約45％へ大きく縮小させたものの、一日当たりの売上高は約85％となり、坪効率を大きく向上させることになった。
そうした積極的な営業政策もあり、核店舗のダイエー熊谷店の売上は1994年（平成6年）2月期に約95億円に達した。
1996年（平成8年）6月28日には4階建ての新館「CARPA（カルパ）」（売り場面積約3,000m2、駐車台数338台）を開設し、パソコン専門店やアミューズメント施設を同館に入居させて集客力の強化を目指した。

### ダイエー撤退と地域密着型への転換
しかし、核店舗のダイエー熊谷店は、競合店に押されて売上が落ち込むようになり、2002年（平成14年）2月期に年間売上高約44.28億円へと最盛期の半分以下となったことから、ダイエー再建策の一環として、2002年（平成14年）12月31日に閉店して撤退することになった。
核店舗の撤退を受けて、食品などの販売を強化して来店頻度を高める地域密着型ショッピングセンターを目指した大規模な改装を実施。
その核店舗として、2003年（平成15年）4月25日にヤオコー熊谷ニットーモール店が開店している。
2013年（平成15年）にも4段階の改装を実施した。

## 沿革
- 1973年（昭和48年）9月21日 - 「日東都市開発株式会社」を設立[9]。
- 1978年（昭和53年）9月18日 - 着工[14]。
- 1979年（昭和54年）10月4日 - 日東都市開発が「ニットーモール」を開業[1]。
- 1986年（昭和61年）11月 - 専門店街を全面改装[17]。
- 1987年（昭和62年）9月 - 核店舗のダイエーが全面改装[18]。
- 1990年（平成2年）10月24日 - 飲食店街を全面改装[22]。
- 1996年（平成8年）6月28日 - 「CARPA（カルパ）」を開設[25]。
- 2002年（平成14年）12月31日 - 核テナント「ダイエー 熊谷店」が撤退[24]。
- 2003年（平成15年）4月25日 - 全面改装[26]（新核テナント「ヤオコー 熊谷ニットーモール店」[27]）。
- 2004年（平成16年）11月20日 - 開業したティアラ21との野外連絡通路併用開始。[要出典]
- 2005年（平成17年）3月 - ニットーモールの土地・建物を日東都市開発が不動産証券化により売却、マスターリースによる運営形態に変更された。
- 2007年（平成19年）10月 - 日東都市開発が三菱商事都市開発と合併。[要出典]
- 2013年（平成25年） - 4段階の改装を実施[広報 1]。
- 2016年（平成26年）4月 - 三菱商事都市開発から双日商業開発に移管。丸紅リアルエステートマネジメント株式会社がBM業務のみ受託。[要出典]

## 店舗・施設
- 公式サイトのフロアガイド（）を参照のこと。

なお、ティアラ21と2階のデッキで繋がっている。
ティアラ21は3階で熊谷駅および駅ビルアズ本館と直結している。

### 関連施設
CARPA（カルパ）
1996年6月に日東都市開発がニットーモールの向かいに開業させた商業施設。2階から4階と屋上は駐車場となっており、338台収容可能である。
開業時の核店舗はラオックスのコンピューター専門店であったが、2008年6月1日をもって撤退している。

### 広報など1次資料
1. 1 2  “ニットーモール再生計画”.   ニットーモール (2013年3月21日). 2013年7月7日閲覧閲覧。
2. 1 2  “ゴールデンウイークスペシャルセール”.   ニットーモール (2012年4月27日). 2023年5月24日閲覧。